# Olympische Winterspiele 2022/Teilnehmer (Deutschland)
| Gelbes Symbol für Goldmedaillen mit stilisierten Olympischen Ringen | Graues Symbol für Silbermedaillen mit stilisierten Olympischen Ringen | Braundes Symbol für Bronzemedaillen mit stilisierten Olympischen Ringen |
| ------------------------------------------------------------------- | --------------------------------------------------------------------- | ----------------------------------------------------------------------- |
| 12                                                                  | 10                                                                    | 5                                                                       |

Deutschland nahm an den Olympischen Winterspielen 2022 in Peking mit 148 Athleten, davon 97 Männer und 51 Frauen, teil. Es war die insgesamt 23. Teilnahme an Winterspielen. Lediglich bei den Spielen 1948 in St. Moritz nahm keine deutsche Mannschaft teil, da sie von den Spielen ausgeschlossen war. Als Fahnenträger des Deutschen Teams bei der Eröffnungsfeier wurden Claudia Pechstein und Francesco Friedrich gewählt. Pechstein stellte mit ihrem achten Start den Rekord für die meisten Teilnahmen bei Olympischen Winterspielen ein. Für die Schlussfeier wurde Thorsten Margis als Fahnenträger nominiert.
Deutschland belegte, wie bereits 2002 in Salt Lake City, 2010 in Vancouver und 2018 in Pyeongchang den zweiten Platz. Besonders bemerkenswert ist dabei der herausragende Beitrag der BSD-Sportarten Bobsport, Rennrodeln und Skeleton, die mit 9 Gold-, 6 Silber- und 1 Bronzemedaille fast zwei Drittel aller deutschen Medaillen und dabei neun von zehn möglichen Goldmedaillen errangen.
Wegen Ausfällen aufgrund der COVID-19-Pandemie waren Nachnominierungen möglich. Dem Reglement entsprechend konnten diese Athleten und Athletinnen andere Sportler und Sportlerinnen aus dem Kader ersetzen. Nachnominierte Athleten sind mit * gekennzeichnet, dafür gestrichene Athleten mit **.

## Medaillen

### Medaillenspiegel
| Rang   | Sportart              | Gold | Silber | Bronze | Gesamt |
| ------ | --------------------- | ---- | ------ | ------ | ------ |
| 1      | Rennrodeln            | 4    | 2      | —      | 6      |
| 2      | Bob                   | 3    | 3      | 1      | 7      |
| 3      | Skeleton              | 2    | 1      | —      | 3      |
| 4      | Skilanglauf           | 1    | 1      | —      | 2      |
| 4      | Nordische Kombination | 1    | 1      | —      | 2      |
| 6      | Biathlon              | 1    | —      | 1      | 2      |
| 7      | Skispringen           | —    | 1      | 2      | 3      |
| 8      | Ski Alpin             | —    | 1      | —      | 1      |
| 9      | Freestyle-Skiing      | —    | —      | 1      | 1      |
| Gesamt | Gesamt                | 12   | 10     | 5      | 27     |

### Medaillengewinner

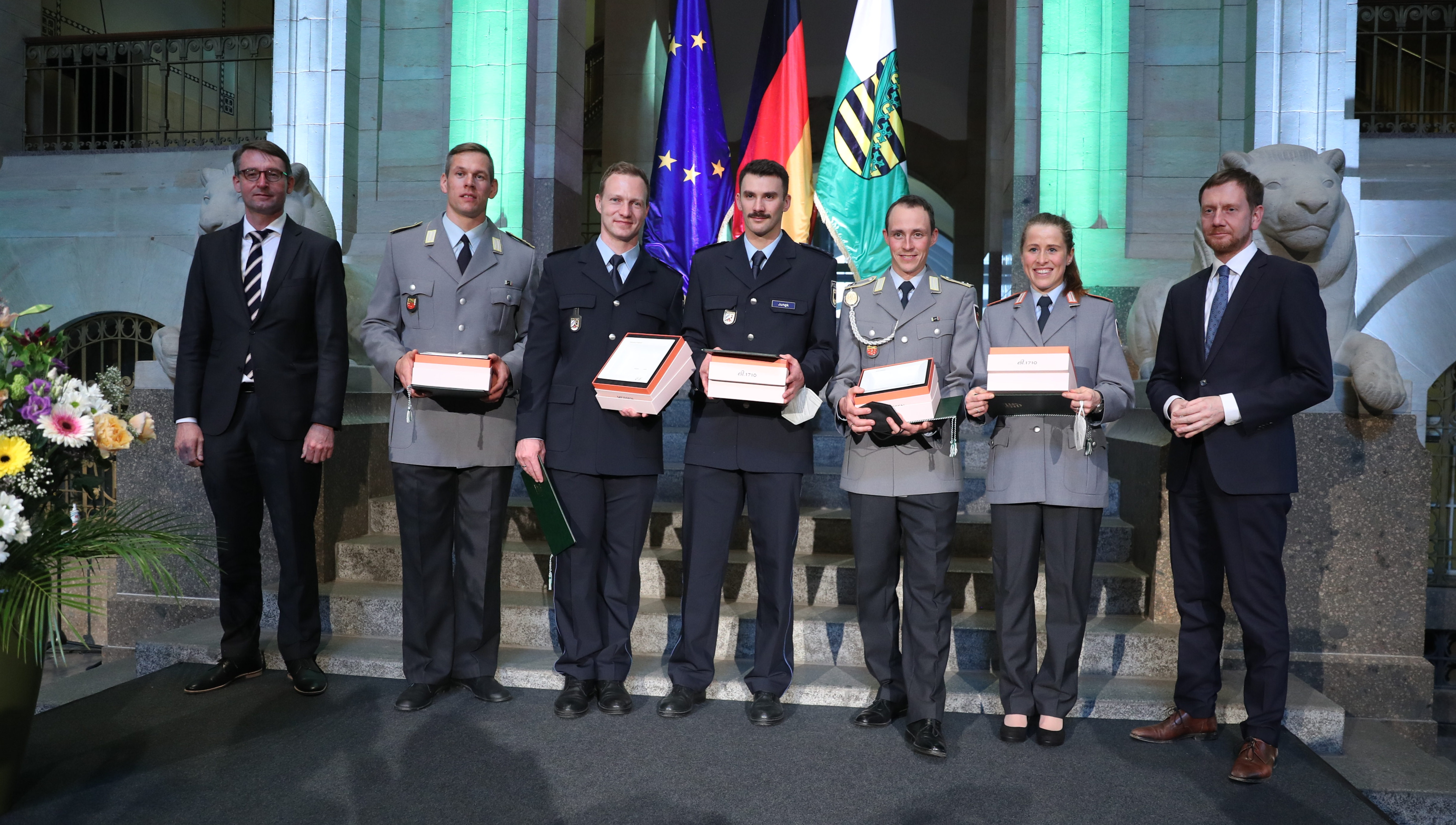
Die sächsischen Medaillengewinner: Candy Bauer und Francesco Friedrich (Bobsport), Axel Jungk (Skeleton), Eric Frenzel (Nordische Kombination) sowie Katharina Hennig (Skilanglauf) mit Ministerpräsident Michael Kretschmer und Roland Wöller

| Name/n                                                                | Sportart              | Wettkampf               |
| --------------------------------------------------------------------- | --------------------- | ----------------------- |
| Gold                                                                  |                       |                         |
| Victoria Carl Katharina Hennig                                        | Skilanglauf           | Team-Sprint             |
| Francesco Friedrich Thorsten Margis                                   | Bob                   | Zweierbob               |
| Francesco Friedrich Thorsten Margis Candy Bauer Alexander Schüller    | Bob                   | Viererbob               |
| Vinzenz Geiger                                                        | Nordische Kombination | Gundersen Normalschanze |
| Natalie Geisenberger                                                  | Rennrodeln            | Einsitzer               |
| Natalie Geisenberger Johannes Ludwig Tobias Wendl Tobias Arlt         | Rennrodeln            | Teamstaffel             |
| Christopher Grotheer                                                  | Skeleton              | Männer                  |
| Denise Herrmann                                                       | Biathlon              | Einzel                  |
| Johannes Ludwig                                                       | Rennrodeln            | Einsitzer               |
| Hannah Neise                                                          | Skeleton              | Frauen                  |
| Laura Nolte Deborah Levi                                              | Bob                   | Zweierbob               |
| Tobias Wendl Tobias Arlt                                              | Rennrodeln            | Doppelsitzer            |
| Silber                                                                |                       |                         |
| Emma Aicher Lena Dürr Julian Rauchfuss Alexander Schmid Linus Straßer | Ski Alpin             | Mannschaft              |
| Katharina Althaus                                                     | Skispringen           | Normalschanze           |
| Anna Berreiter                                                        | Rennrodeln            | Einsitzer               |
| Toni Eggert Sascha Benecken                                           | Rennrodeln            | Doppelsitzer            |
| Manuel Faißt Eric Frenzel Vinzenz Geiger Julian Schmid                | Nordische Kombination | Teamwettbewerb          |
| Mariama Jamanka Alexandra Burghardt                                   | Bob                   | Zweierbob               |
| Axel Jungk                                                            | Skeleton              | Männer                  |
| Johannes Lochner Christopher Weber                                    | Bob                   | Zweierbob               |
| Johannes Lochner Christopher Weber Christian Rasp Florian Bauer       | Bob                   | Viererbob               |
| Katherine Sauerbrey Katharina Hennig Victoria Carl Sofie Krehl        | Skilanglauf           | 4 × 5 km Staffel        |
| Bronze                                                                |                       |                         |
| Karl Geiger                                                           | Skispringen           | Großschanze             |
| Daniela Maier                                                         | Freestyle-Skiing      | Skicross                |
| Christoph Hafer Matthias Sommer                                       | Bob                   | Zweierbob               |
| Stephan Leyhe Constantin Schmid Markus Eisenbichler Karl Geiger       | Skispringen           | Mannschaftsspringen     |
| Vanessa Voigt Vanessa Hinz Franziska Preuß Denise Herrmann            | Biathlon              | 4 × 6 km Staffel        |

## Teilnehmer nach Sportarten

### Biathlon
| Athleten                                                    | Wettbewerbe         | Zeit         | Fehler          | Rang         |
| ----------------------------------------------------------- | ------------------- | ------------ | --------------- | ------------ |
| Frauen                                                      |                     |              |                 |              |
| Denise Herrmann                                             | 7,5 km Sprint       | 22:29,4 min  | 2 (1+1)         | 22           |
| Denise Herrmann                                             | 10 km Verfolgung    | 38:07,6 min  | 3 (0+1+0+2)     | 17           |
| Denise Herrmann                                             | 12,5 km Massenstart | 42:77,1 min  | 5 (1+1+1+2)     | 13           |
| Denise Herrmann                                             | 15 km Einzel        | 44:12,7 min  | 1 (0+0+1+0)     | Gold         |
| Vanessa Hinz                                                | 7,5 km Sprint       | 23:24,3 min  | 3 (1+2)         | 55           |
| Vanessa Hinz                                                | 10 km Verfolgung    | 38:21,0 min  | 1 (0+0+0+1)     | 21           |
| Vanessa Hinz                                                | 12,5 km Massenstart | 43:12,2 min  | 4 (0+0+2+2)     | 15           |
| Vanessa Hinz                                                | 15 km Einzel        | 46:07,4 min  | 1 (0+1+0+0)     | 14           |
| Franziska Preuß                                             | 7,5 km Sprint       | 22:41,4 min  | 2 (0+2)         | 30           |
| Franziska Preuß                                             | 10 km Verfolgung    | 37:45,6 min  | 1 (1+0+0+0)     | 15           |
| Franziska Preuß                                             | 12,5 km Massenstart | 41:44,4 min  | 4 (1+1+1+1)     | 8            |
| Franziska Preuß                                             | 15 km Einzel        | 48:04,2 min  | 4 (0+2+0+2)     | 25           |
| Vanessa Voigt                                               | 7,5 km Sprint       | 22:15,7 min  | 1 (1+0)         | 18           |
| Vanessa Voigt                                               | 10 km Verfolgung    | 37:35,3 min  | 1 (1+0+0+0)     | 12           |
| Vanessa Voigt                                               | 12,5 km Massenstart | 43:22,7 min  | 6 (1+2+2+1)     | 18           |
| Vanessa Voigt                                               | 15 km Einzel        | 44:29,3 min  | 1 (1+0+0+0)     | 4            |
| Anna Weidel                                                 | ohne Einsatz        | ohne Einsatz | ohne Einsatz    | ohne Einsatz |
| Vanessa Voigt Vanessa Hinz Franziska Preuß Denise Herrmann  | 4 × 6-km-Staffel    | 1:11:41,3 h  | 0+6 (0+1 0+5)   | Bronze       |
| Männer                                                      |                     |              |                 |              |
| Benedikt Doll                                               | 10 km Sprint        | 25:05,4 min  | 1 (0+1)         | 8            |
| Benedikt Doll                                               | 12,5 km Verfolgung  | 44:03,1 min  | 7 (2+0+2+3)     | 32           |
| Benedikt Doll                                               | 15 km Massenstart   | 40:45,8 min  | 6 (0+0+2+4)     | 8            |
| Benedikt Doll                                               | 20 km Einzel        | 49:54,5 min  | 2 (1+0+0+1)     | 6            |
| Johannes Kühn                                               | 10 km Sprint        | 25:53,7 min  | 4 (2+2)         | 33           |
| Johannes Kühn                                               | 12,5 km Verfolgung  | 42:37,3 min  | 4 (0+2+1+1)     | 12           |
| Johannes Kühn                                               | 15 km Massenstart   | 40:52,7      | 5 (1+0+2+2)     | 10           |
| Johannes Kühn                                               | 20 km Einzel        | 54:58,0 min  | 6 (3+2+1+0)     | 51           |
| Erik Lesser                                                 | 20 km Einzel        | 55:59,5 min  | 5 (0+3+0+2)     | 67           |
| Philipp Nawrath                                             | 10 km Sprint        | 25:43,4 min  | 3 (1+2)         | 22           |
| Philipp Nawrath                                             | 12,5 km Verfolgung  | 43:06,7 min  | 7 (1+2+1+3)     | 19           |
| Philipp Nawrath                                             | 15 km Massenstart   | 42:10,1      | 7 (0+0+3+4)     | 23           |
| Roman Rees                                                  | 10 km Sprint        | 25:24,3 min  | 0 (0+0)         | 17           |
| Roman Rees                                                  | 12,5 km Verfolgung  | 41:37,7 min  | 1 (0+0+1+0)     | 6            |
| Roman Rees                                                  | 15 km Massenstart   | 41:05,2      | 3 (0+0+1+2)     | 17           |
| Roman Rees                                                  | 20 km Einzel        | 50:09,0 min  | 1 (0+0+1+0)     | 7            |
| Erik Lesser Roman Rees Benedikt Doll Philipp Nawrath        | 4 × 7,5-km-Staffel  | 1:20:54,5 h  | 1+9 (0+1 1+8)   | 4            |
| David Zobel                                                 | ohne Einsatz        | ohne Einsatz | ohne Einsatz    | ohne Einsatz |
| Mixed                                                       |                     |              |                 |              |
| Vanessa Voigt Denise Herrmann Benedikt Doll Philipp Nawrath | 4 × 6-km-Staffel    | 1:07:51,1 h  | 2+18 (1+10 1+8) | 5            |

### Bob
| Athleten                                                           | Wettbewerb | Lauf 1      | Lauf 1 | Lauf 2      | Lauf 2 | Lauf 3      | Lauf 3 | Lauf 4      | Lauf 4 | Gesamt      | Gesamt |
| Athleten                                                           | Wettbewerb | Zeit        | Rang   | Zeit        | Rang   | Zeit        | Rang   | Zeit        | Rang   | Zeit        | Rang   |
| ------------------------------------------------------------------ | ---------- | ----------- | ------ | ----------- | ------ | ----------- | ------ | ----------- | ------ | ----------- | ------ |
| Frauen                                                             |            |             |        |             |        |             |        |             |        |             |        |
| Mariama Jamanka                                                    | Monobob    | 1:05,85 min | 15     | 1:06,40 min | 17     | 1:05,47 min | 5      | 1:05,74 min | 7      | 4:24,00 min | 13     |
| Laura Nolte                                                        | Monobob    | 1:04,74 min | 2      | 1:05,58 min | 7      | 1:05,70 min | 6      | 1:05,31 min | 4      | 4:21,33 min | 4      |
| Mariama Jamanka Alexandra Burghardt                                | Zweierbob  | 1:01,10 min | 2      | 1:01,45 min | 2      | 1:00,98 min | 2      | 1:01,20 min | 1      | 4:04,73 min | Silber |
| Kim Kalicki Lisa Buckwitz                                          | Zweierbob  | 1:01,61 min | 6      | 1:01,78 min | 6      | 1:01,30 min | 5      | 1:01,59 min | 4      | 4:06,28 min | 4      |
| Laura Nolte Deborah Levi                                           | Zweierbob  | 1:01,04 min | 1      | 1:01,01 min | 1      | 1:00,70 min | 1      | 1:01,21 min | 2      | 4:03,96 min | Gold   |
| Männer                                                             |            |             |        |             |        |             |        |             |        |             |        |
| Francesco Friedrich Thorsten Margis                                | Zweierbob  | 59,02 s     | 1      | 59,36 s     | 2      | 58,99 s     | 1      | 59,52 s     | 1      | 3:56,89 min | Gold   |
| Christoph Hafer Matthias Sommer                                    | Zweierbob  | 59,44 s     | 4      | 59,93 s     | 6      | 59,51 s     | 3      | 59,70 s     | 3      | 3:58,58 min | Bronze |
| Johannes Lochner Christopher Weber                                 | Zweierbob  | 59,26 s     | 2      | 59,27 s     | 1      | 59,32 s     | 2      | 59,53 s     | 2      | 3:57,38 min | Silber |
| Francesco Friedrich Thorsten Margis Candy Bauer Alexander Schüller | Viererbob  | 58,29 s     | 2      | 58,71 s     | 1      | 58,17 s     | 1      | 59,13 s     | 1      | 3:54,30 min | Gold   |
| Christoph Hafer Matthias Sommer Michael Salzer Tobias Schneider    | Viererbob  | 58,60 s     | 5      | 58,95 s     | 4      | 58,35 s     | 3      | 59,25 s     | 2      | 3:55,15 min | 4      |
| Johannes Lochner Christopher Weber Christian Rasp Florian Bauer    | Viererbob  | 58,13 s     | 1      | 58,90 s     | 3      | 58,34 s     | 2      | 59,30 s     | 5      | 3:54,67 min | Silber |

### Eishockey
Die Männer konnten sich nach Abschluss der Weltmeisterschaft 2019 als Siebter der IIHF-Weltrangliste direkt für das olympische Turnier qualifizieren, in das sie als Silbermedaillengewinner von 2018 gingen. Die Frauen verpassten die Möglichkeit, sich über ein abschließendes Qualifikationsturnier in Füssen im November 2021 zu qualifizieren. Sie belegten den 14. Rang im Endklassement.
| Wettbewerb                 | Männer |
| -------------------------- | --- |
| Athleten                   | Konrad Abeltshauser Lean Bergmann Danny aus den Birken Dominik Bittner Marcel Brandt Felix Brückmann Yasin Ehliz Patrick Hager Korbinian Holzer Dominik Kahun Nico Krämmer Tom Kühnhackl Stefan Loibl Jonas Müller Moritz Müller Mathias Niederberger Marcel Noebels Marco Nowak Leonhard Pföderl Daniel Pietta Matthias Plachta Tobias Rieder Frederik Tiffels Fabio Wagner David Wolf |
| Trainer                    | Toni Söderholm |
| Gruppenphase               | Kanada 1:5 (0:3, 1:1, 0:1) China 3:2 (2:0, 1:1, 0:1) Vereinigte Staaten 2:3 (1:1, 0:1, 1:1) |
| Viertelfinal-Qualifikation | Slowakei 0:4 (0:1, 0:2, 0:1) |
| Platzierung                | 10. Platz |

### Eiskunstlauf
| Athleten                                                                                    | Wettbewerbe    | Kurzprogramm/ Rhythmustanz | Kurzprogramm/ Rhythmustanz | Kür           | Kür           | Gesamt | Gesamt |
| Athleten                                                                                    | Wettbewerbe    | Punkte                     | Rang                       | Punkte        | Rang          | Punkte | Rang   |
| ------------------------------------------------------------------------------------------- | -------------- | -------------------------- | -------------------------- | ------------- | ------------- | ------ | ------ |
| Frauen                                                                                      |                |                            |                            |               |               |        |        |
| Nicole Schott                                                                               | Einzel         | 63,13                      | 14                         | 114,52        | 19            | 177,65 | 17     |
| Mixed                                                                                       |                |                            |                            |               |               |        |        |
| Katharina Müller Tim Dieck                                                                  | Eistanz        | 65,47                      | 21                         | ausgeschieden | ausgeschieden | 65,47  | 21     |
| Minerva-Fabienne Hase Nolan Seegert                                                         | Paarlauf       | 62,37                      | 14                         | 87,32         | 16            | 149,69 | 16     |
| Nicole Schott Paul Fentz Katharina Müller / Tim Dieck Minerva-Fabienne Hase / Nolan Seegert | Teamwettbewerb | 8                          | 9                          | ausgeschieden | ausgeschieden | 8      | 9      |

### Eisschnelllauf
| Athleten          | Wettbewerbe | Zeit         | Rang |
| ----------------- | ----------- | ------------ | ---- |
| Männer            |             |              |      |
| Joel Dufter       | 500 m       | 35,37 s      | 26   |
| Joel Dufter       | 1000 m      | 1:10,16 min  | 26   |
| Patrick Beckert   | 5000 m      | 6:19,58 min  | 11   |
| Patrick Beckert   | 10.000 m    | 13:01,23 min | 7    |
| Felix Rijhnen     | 5000 m      | 6:19,86 min  | 13   |
| Frauen            |             |              |      |
| Michelle Uhrig    | 1500 m      | 2:00,20 min  | 25   |
| Claudia Pechstein | 3000 m      | 4:17,16 min  | 20   |

| Athleten          | Wettbewerbe | Halbfinale | Halbfinale | Finale        | Finale        | Rang          |
| Athleten          | Wettbewerbe | Punkte     | Rang       | Punkte        | Rang          | Rang          |
| ----------------- | ----------- | ---------- | ---------- | ------------- | ------------- | ------------- |
| Frauen            |             |            |            |               |               |               |
| Claudia Pechstein | Massenstart | 3          | 7          | 3             | 9             | 9             |
| Michelle Uhrig    | Massenstart | 2          | 11         | ausgeschieden | ausgeschieden | ausgeschieden |
| Männer            |             |            |            |               |               |               |
| Felix Rijhnen     | Massenstart | DSQ        | DSQ        | ausgeschieden | ausgeschieden | ausgeschieden |

### Freestyle-Skiing
| Athleten  | Wettbewerbe | Qualifikation | Qualifikation | Qualifikation | Qualifikation | Finale 1      | Finale 1      | Finale 1      | Finale 1      | Finale 2      | Finale 2      | Rang |
| Athleten  | Wettbewerbe | Runde 1       | Runde 1       | Runde 2       | Runde 2       | Runde 1       | Runde 1       | Runde 2       | Runde 2       | Finale 2      | Finale 2      | Rang |
| Athleten  | Wettbewerbe | Punkte        | Rang          | Punkte        | Rang          | Punkte        | Rang          | Punkte        | Rang          | Punkte        | Rang          | Rang |
| --------- | ----------- | ------------- | ------------- | ------------- | ------------- | ------------- | ------------- | ------------- | ------------- | ------------- | ------------- | ---- |
| Frauen    |             |               |               |               |               |               |               |               |               |               |               |      |
| Emma Weiß | Aerials     | 65,52         | 22            | 75,98         | 14            | ausgeschieden | ausgeschieden | ausgeschieden | ausgeschieden | ausgeschieden | ausgeschieden | 20   |

| Athleten             | Wettbewerbe | Qualifikation | Qualifikation | Finale        | Finale        | Rang |
| Athleten             | Wettbewerbe | Punkte        | Rang          | Punkte        | Rang          | Rang |
| -------------------- | ----------- | ------------- | ------------- | ------------- | ------------- | ---- |
| Frauen               |             |               |               |               |               |      |
| Alia Delia Eichinger | Slopestyle  | 50,68         | 17            | ausgeschieden | ausgeschieden | 17   |
| Alia Delia Eichinger | Big Air     | 115,75        | 18            | ausgeschieden | ausgeschieden | 18   |
| Sabrina Cakmakli     | Halfpipe    | 71,50         | 12            | 54,00         | 12            | 12   |

| Athleten            | Wettbewerbe | Achtelfinale | Viertelfinale | Halbfinale    | Finale        | Rang   |
| Athleten            | Wettbewerbe | Rang         | Rang          | Rang          | Rang          | Rang   |
| ------------------- | ----------- | ------------ | ------------- | ------------- | ------------- | ------ |
| Frauen              |             |              |               |               |               |        |
| Johanna Holzmann    | Skicross    | 2            | 4             | ausgeschieden | ausgeschieden | 15     |
| Daniela Maier       | Skicross    | 1            | 2             | 1             | 4*            | Bronze |
| Männer              |             |              |               |               |               |        |
| Niklas Bachsleitner | Skicross    | 4            | ausgeschieden | ausgeschieden | ausgeschieden | 32     |
| Daniel Bohnacker    | Skicross    | 2            | 4             | ausgeschieden | ausgeschieden | 14     |
| Tobias Müller       | Skicross    | 3            | ausgeschieden | ausgeschieden | ausgeschieden | 23     |
| Florian Wilmsmann   | Skicross    | 3            | ausgeschieden | ausgeschieden | ausgeschieden | 21     |

### Nordische Kombination
| Athleten                                               | Wettbewerb                               | Skispringen                              | Skispringen                              | Skispringen                              | Langlauf                                 | Langlauf                                 | Rang                                     |
| Athleten                                               | Wettbewerb                               | Weite                                    | Punkte                                   | Rang                                     | Zeit                                     | Rang                                     | Rang                                     |
| ------------------------------------------------------ | ---------------------------------------- | ---------------------------------------- | ---------------------------------------- | ---------------------------------------- | ---------------------------------------- | ---------------------------------------- | ---------------------------------------- |
| Männer                                                 |                                          |                                          |                                          |                                          |                                          |                                          |                                          |
| Manuel Faißt*                                          | Gundersenwettkampf (Großschanze/10 km)   | 133 m                                    | 128,0                                    | 4                                        | 27:16,6 min                              | 4                                        | 4                                        |
| Vinzenz Geiger                                         | Gundersenwettkampf (Normalschanze/10 km) | 98 m                                     | 111,4                                    | 11                                       | 25:07,7 min                              | 1                                        | Gold                                     |
| Vinzenz Geiger                                         | Gundersenwettkampf (Großschanze/10 km)   | 122 m                                    | 106,0                                    | 14                                       | 27:44,5 min                              | 7                                        | 7                                        |
| Johannes Rydzek                                        | Gundersenwettkampf (Normalschanze/10 km) | 104 m                                    | 122,2                                    | 4                                        | 25:29,5 min                              | 5                                        | 5                                        |
| Johannes Rydzek                                        | Gundersenwettkampf (Großschanze/10 km)   | 123,5 m                                  | 105,2                                    | 15                                       | 30:22,0 min                              | 28                                       | 28                                       |
| Julian Schmid                                          | Gundersenwettkampf (Normalschanze/10 km) | 103 m                                    | 123,1                                    | 3                                        | 25:57,9 min                              | 8                                        | 8                                        |
| Julian Schmid                                          | Gundersenwettkampf (Großschanze/10 km)   | 133,5 m                                  | 116,0                                    | 9                                        | 28:14,1 min                              | 10                                       | 10                                       |
| Terence Weber**                                        | ohne Einsatz; ersetzt durch Manuel Faißt | ohne Einsatz; ersetzt durch Manuel Faißt | ohne Einsatz; ersetzt durch Manuel Faißt | ohne Einsatz; ersetzt durch Manuel Faißt | ohne Einsatz; ersetzt durch Manuel Faißt | ohne Einsatz; ersetzt durch Manuel Faißt | ohne Einsatz; ersetzt durch Manuel Faißt |
| Manuel Faißt Eric Frenzel Vinzenz Geiger Julian Schmid | Teamwettbewerb                           | —                                        | 467,0                                    | 4                                        | 51:40,0 min                              | 2                                        | Silber                                   |

### Rennrodeln
| Athlet                                                          | Wettbewerb   | Lauf 1       | Lauf 1 | Lauf 2   | Lauf 2 | Lauf 3   | Lauf 3 | Lauf 4   | Lauf 4 | Gesamt       | Gesamt |
| Athlet                                                          | Wettbewerb   | Zeit         | Rang   | Zeit     | Rang   | Zeit     | Rang   | Zeit     | Rang   | Zeit         | Rang   |
| --------------------------------------------------------------- | ------------ | ------------ | ------ | -------- | ------ | -------- | ------ | -------- | ------ | ------------ | ------ |
| Frauen                                                          |              |              |        |          |        |          |        |          |        |              |        |
| Anna Berreiter                                                  | Einsitzer    | 58,525 s     | 4      | 58,508 s | 3      | 58,348 s | 2      | 58,566 s | 4      | 3:53,947 min | Silber |
| Natalie Geisenberger                                            | Einsitzer    | 58,402 s     | 2      | 58,423 s | 1      | 58,226 s | 1      | 58,403 s | 2      | 3:53,454 min | Gold   |
| Julia Taubitz                                                   | Einsitzer    | 58,345 s     | 1      | 60,075 s | 26     | 58,655 s | 7      | 58,358 s | 1      | 3:55,433 min | 7      |
| Männer                                                          |              |              |        |          |        |          |        |          |        |              |        |
| Max Langenhan                                                   | Einsitzer    | 57,606 s     | 9      | 57,536 s | 5      | 57,521 s | 8      | 57,429 s | 4      | 3:50,092 min | 6      |
| Felix Loch                                                      | Einsitzer    | 57,383 s     | 5      | 57,500 s | 4      | 57,510 s | 7      | 57,485 s | 6      | 3:49,878 min | 4      |
| Johannes Ludwig                                                 | Einsitzer    | 57,063 s     | 1      | 57,438 s | 1      | 57,043 s | 1      | 57,191 s | 1      | 3:48,735 min | Gold   |
| Toni Eggert Sascha Benecken                                     | Doppelsitzer | 58,300 s     | 2      | 58,353 s | 2      | —        | —      | —        | —      | 1:56,653 min | Silber |
| Tobias Wendl Tobias Arlt                                        | Doppelsitzer | 58,255 s     | 1      | 58,299 s | 1      | —        | —      | —        | —      | 1:56,554 min | Gold   |
| Mixed                                                           |              |              |        |          |        |          |        |          |        |              |        |
| Johannes Ludwig Natalie Geisenberger Tobias Wendl / Tobias Arlt | Teamstaffel  | 3:03,406 min | 1      | —        | —      | —        | —      | —        | —      | 3:03,406 min | Gold   |

### Shorttrack
| Athlet      | Wettbewerb | Viertelfinale | Viertelfinale | Halbfinale    | Halbfinale    | Finale        | Finale        | Rang |
| Athlet      | Wettbewerb | Zeit          | Rang          | Zeit          | Rang          | Zeit          | Rang          | Rang |
| ----------- | ---------- | ------------- | ------------- | ------------- | ------------- | ------------- | ------------- | ---- |
| Frauen      |            |               |               |               |               |               |               |      |
| Anna Seidel | 1500 m     | PEN           | PEN           | ausgeschieden | ausgeschieden | ausgeschieden | ausgeschieden | PEN  |

### Skeleton
| Athlet               | Wettbewerbe | Lauf 1      | Lauf 1 | Lauf 2      | Lauf 2 | Lauf 3      | Lauf 3 | Lauf 4      | Lauf 4 | Gesamt      | Gesamt |
| Athlet               | Wettbewerbe | Zeit        | Rang   | Zeit        | Rang   | Zeit        | Rang   | Zeit        | Rang   | Zeit        | Rang   |
| -------------------- | ----------- | ----------- | ------ | ----------- | ------ | ----------- | ------ | ----------- | ------ | ----------- | ------ |
| Frauen               |             |             |        |             |        |             |        |             |        |             |        |
| Tina Hermann         | Einzel      | 1:02,28 min | 5      | 1:02,29 min | 3      | 1:01,90 min | 5      | 1:02,26 min | 6      | 4:08,73 min | 4      |
| Jacqueline Lölling   | Einzel      | 1:02,27 min | 4      | 1:02,45 min | 7      | 1:02,22 min | 7      | 1:02,41 min | 14     | 4:09,35 min | 8      |
| Hannah Neise         | Einzel      | 1:02,36 min | 8      | 1:02,19 min | 1      | 1:01,44 min | 1      | 1:01,63 min | 1      | 4:07,62 min | Gold   |
| Männer               |             |             |        |             |        |             |        |             |        |             |        |
| Alexander Gassner    | Einzel      | 1:00,87 min | 9      | 1:00,86 min | 9      | 1:00,62 min | 8      | 1:00,48 min | 5      | 4:02,83 min | 8      |
| Christopher Grotheer | Einzel      | 1:00,00 min | 1      | 1:00,33 min | 1      | 1:00,16 min | 1      | 1:00,52 min | 8      | 4:01,01 min | Gold   |
| Axel Jungk           | Einzel      | 1:00,50 min | 5      | 1:00,53 min | 2      | 1:00,31 min | 2      | 1:00,33 min | 3      | 4:01,67 min | Silber |

### Ski Alpin
| Athleten          | Wettbewerbe  | 1. Lauf      | 1. Lauf      | 2. Lauf       | 2. Lauf       | Gesamt        | Gesamt        |
| Athleten          | Wettbewerbe  | Zeit         | Rang         | Zeit          | Rang          | Zeit          | Rang          |
| ----------------- | ------------ | ------------ | ------------ | ------------- | ------------- | ------------- | ------------- |
| Frauen            |              |              |              |               |               |               |               |
| Emma Aicher       | Riesenslalom | 1:01,52 min  | 30           | 59,00 s       | 18            | 2:00,52 min   | 21            |
| Emma Aicher       | Slalom       | 54,48 s      | 21           | 53,11 s       | 12            | 1:47,59 min   | 18            |
| Lena Dürr         | Slalom       | 52,17 s      | 1            | 53,00 s       | 9             | 1:45,17 min   | 4             |
| Jessica Hilzinger | ohne Einsatz | ohne Einsatz | ohne Einsatz | ohne Einsatz  | ohne Einsatz  | ohne Einsatz  | ohne Einsatz  |
| Marlene Schmotz   | ohne Einsatz | ohne Einsatz | ohne Einsatz | ohne Einsatz  | ohne Einsatz  | ohne Einsatz  | ohne Einsatz  |
| Kira Weidle       | Abfahrt      | —            | —            | —             | —             | 1:32,58 min   | 4             |
| Kira Weidle       | Super-G      | —            | —            | —             | —             | 1:14,66 min   | 15            |
| Männer            |              |              |              |               |               |               |               |
| Romed Baumann     | Abfahrt      | —            | —            | —             | —             | 1:43,84 min   | 13            |
| Romed Baumann     | Super-G      | —            | —            | —             | —             | 1:21,10 min   | 7             |
| Josef Ferstl      | Abfahrt      | —            | —            | —             | —             | 1:44,69 min   | 23            |
| Josef Ferstl      | Super-G      | —            | —            | —             | —             | 1:22,16 min   | 18            |
| Simon Jocher      | Super-G      | —            | —            | —             | —             | 1:21,52 min   | 13            |
| Simon Jocher      | Kombination  | 1:45,80 min  | 16           | DNF           | DNF           | ausgeschieden | ausgeschieden |
| Julian Rauchfuss  | Riesenslalom | 1:08,23 min  | 30           | 1:07,99 min   | 15            | 2:16,22 min   | 20            |
| Julian Rauchfuss  | Slalom       | DNF          | DNF          | ausgeschieden | ausgeschieden | ausgeschieden | ausgeschieden |
| Andreas Sander    | Abfahrt      | —            | —            | —             | —             | 1:44,12 min   | 17            |
| Andreas Sander    | Super-G      | —            | —            | —             | —             | 1:21,26 min   | 8             |
| Alexander Schmid  | Riesenslalom | DNF          | DNF          | ausgeschieden | ausgeschieden | ausgeschieden | ausgeschieden |
| Alexander Schmid  | Slalom       | 55,95 s      | 23           | 51,08 s       | 19            | 1:47,03 min   | 19            |
| Dominik Schwaiger | Abfahrt      | —            | —            | —             | —             | DNF           | DNF           |
| Linus Straßer     | Riesenslalom | DNF          | DNF          | ausgeschieden | ausgeschieden | ausgeschieden | ausgeschieden |
| Linus Straßer     | Slalom       | 54,25 s      | 5            | 50,77 s       | 12            | 1:45,02 min   | 7             |

| Athleten                                                              | Wettbewerbe | Achtelfinale | Achtelfinale | Viertelfinale | Viertelfinale | Halbfinale | Halbfinale | Finale | Finale | Rang   |
| Athleten                                                              | Wettbewerbe | Gegner       | Punkte       | Gegner        | Punkte        | Gegner     | Punkte     | Gegner | Punkte | Rang   |
| --------------------------------------------------------------------- | ----------- | ------------ | ------------ | ------------- | ------------- | ---------- | ---------- | ------ | ------ | ------ |
| Mixed                                                                 |             |              |              |               |               |            |            |        |        |        |
| Emma Aicher Lena Dürr Julian Rauchfuss Alexander Schmid Linus Straßer | Mannschaft  | SWE          | 3:1          | SUI           | 2:2 1         | USA        | 3:1        | AUT    | 2:2 1  | Silber |

### Skilanglauf
| Athleten                                                       | Wettbewerbe       | Zeit        | Rang   |
| -------------------------------------------------------------- | ----------------- | ----------- | ------ |
| Frauen                                                         |                   |             |        |
| Victoria Carl                                                  | 30 km Freier Stil | 1:30:08,4 h | 12     |
| Pia Fink                                                       | 15 km Skiathlon   | 48:29,6 min | 25     |
| Pia Fink                                                       | 30 km Freier Stil | 1:32:06,3 h | 25     |
| Antonia Fräbel                                                 | 10 km Klassisch   | 30:51,4 min | 28     |
| Antonia Fräbel                                                 | 30 km Freier Stil | 1:31:23,6 h | 19     |
| Laura Gimmler                                                  | 10 km Klassisch   | 31:05,6 min | 33     |
| Katharina Hennig                                               | 10 km Klassisch   | 28:49,7 min | 5      |
| Katharina Hennig                                               | 15 km Skiathlon   | 47:11,8 min | 15     |
| Sofie Krehl                                                    | 15 km Skiathlon   | 47:41,6 min | 17     |
| Katherine Sauerbrey                                            | 10 km Klassisch   | 29:27,2 min | 11     |
| Katherine Sauerbrey                                            | 15 km Skiathlon   | 46:37,5 min | 13     |
| Katherine Sauerbrey Katharina Hennig Victoria Carl Sofie Krehl | 4 × 5 km Staffel  | 53:59,2 min | Silber |
| Männer                                                         |                   |             |        |
| Lucas Bögl                                                     | 15 km Klassisch   | 40:13,9 min | 17     |
| Lucas Bögl                                                     | 30 km Skiathlon   | 1:20:12,5 h | 12     |
| Lucas Bögl                                                     | 50 km Freier Stil | 1:16:11,5 h | 33     |
| Janosch Brugger                                                | 15 km Klassisch   | 40:24,5 min | 20     |
| Jonas Dobler                                                   | 15 km Klassisch   | 40:21,0 min | 19     |
| Jonas Dobler                                                   | 30 km Skiathlon   | DNF         | DNF    |
| Jonas Dobler                                                   | 50 km Freier Stil | 1:14:50,0 h | 20     |
| Albert Kuchler                                                 | 15 km Klassisch   | 41:07,1 min | 32     |
| Friedrich Moch                                                 | 30 km Skiathlon   | 1:20:16,4 h | 13     |
| Friedrich Moch                                                 | 50 km Freier Stil | 1:16:03,6 h | 31     |
| Florian Notz                                                   | 30 km Skiathlon   | 1:21:00,4 h | 19     |
| Florian Notz                                                   | 50 km Freier Stil | 1:15:32,2 h | 26     |
| Janosch Brugger Friedrich Moch Florian Notz Lucas Bögl         | 4 × 10 km Staffel | 1:57:46,5 h | 5      |

| Athleten                       | Wettbewerbe | Qualifikation | Qualifikation | Viertelfinale | Viertelfinale | Halbfinale    | Halbfinale    | Finale        | Finale        | Rang |
| Athleten                       | Wettbewerbe | Zeit          | Rang          | Zeit          | Rang          | Zeit          | Rang          | Zeit          | Rang          | Rang |
| ------------------------------ | ----------- | ------------- | ------------- | ------------- | ------------- | ------------- | ------------- | ------------- | ------------- | ---- |
| Frauen                         |             |               |               |               |               |               |               |               |               |      |
| Victoria Carl                  | Sprint      | 3:19,89 min   | 10            | 3:18,26 min   | 3             | 3:16,83 min   | 5             | ausgeschieden | ausgeschieden | 10   |
| Pia Fink                       | Sprint      | 3:22,09 min   | 21            | 3:19,72 min   | 3             | ausgeschieden | ausgeschieden | ausgeschieden | ausgeschieden | 15   |
| Sofie Krehl                    | Sprint      | 3:18,93 min   | 8             | 3:18,37 min   | 2             | 3:21,32 min   | 6             | ausgeschieden | ausgeschieden | 11   |
| Coletta Rydzek                 | Sprint      | 3:25,09 min   | 37            | ausgeschieden | ausgeschieden | ausgeschieden | ausgeschieden | ausgeschieden | ausgeschieden | 37   |
| Katharina Hennig Victoria Carl | Team-Sprint | —             | —             | —             | —             | 23:02,08 min  | 1             | 22:09,85 min  | 1             | Gold |
| Männer                         |             |               |               |               |               |               |               |               |               |      |
| Janosch Brugger                | Sprint      | 2:56,01 min   | 38            | ausgeschieden | ausgeschieden | ausgeschieden | ausgeschieden | ausgeschieden | ausgeschieden | 38   |
| Albert Kuchler Janosch Brugger | Team-Sprint | —             | —             | —             | —             | 21:20,39 min  | 12            | ausgeschieden | ausgeschieden | 23   |

### Skispringen
| Athleten                                                        | Wettbewerb               | Qualifikation | Qualifikation | Qualifikation | 1. Durchgang                    | 1. Durchgang | 1. Durchgang | 2. Durchgang                    | 2. Durchgang  | 2. Durchgang  | Gesamt | Gesamt |
| Athleten                                                        | Wettbewerb               | Weite         | Punkte        | Rang          | Weite                           | Punkte       | Rang         | Weite                           | Punkte        | Rang          | Punkte | Rang   |
| --------------------------------------------------------------- | ------------------------ | ------------- | ------------- | ------------- | ------------------------------- | ------------ | ------------ | ------------------------------- | ------------- | ------------- | ------ | ------ |
| Frauen                                                          |                          |               |               |               |                                 |              |              |                                 |               |               |        |        |
| Katharina Althaus                                               | Normalschanze            | —             | —             | —             | 105,5 m                         | 121,1        | 1            | 94,0 m                          | 115,7         | 2             | 236,8  | Silber |
| Selina Freitag                                                  | Normalschanze            | —             | —             | —             | 80,0 m                          | 69,8         | 28           | 90,0 m                          | 93,2          | 11            | 163,0  | 19     |
| Pauline Heßler                                                  | Normalschanze            | —             | —             | —             | 89,5 m                          | 80,9         | 21           | 83,0 m                          | 80,7          | 21            | 161,6  | 24     |
| Juliane Seyfarth                                                | Normalschanze            | —             | —             | —             | 86,0 m                          | 78,7         | 23           | 88,0 m                          | 89,9          | 14            | 168,6  | 20     |
| Männer                                                          |                          |               |               |               |                                 |              |              |                                 |               |               |        |        |
| Markus Eisenbichler                                             | Normalschanze            | 91,0 m        | 90,8          | 23            | 92,0 m                          | 118,4        | 31           | ausgeschieden                   | ausgeschieden | ausgeschieden | 118,4  | 31     |
| Markus Eisenbichler                                             | Großschanze              | 129,0 m       | 123,3         | 6             | 137,5 m                         | 135,2        | 8            | 139,5 m                         | 140,5         | 4             | 275,7  | 5      |
| Karl Geiger                                                     | Normalschanze            | 97,5 m        | 103,9         | 9             | 96,0 m                          | 127,5        | 21           | 99,0 m                          | 125,3         | 11            | 252,8  | 15     |
| Karl Geiger                                                     | Großschanze              | 128,0 m       | 120,0         | 12            | 138,0 m                         | 136,7        | 6            | 138,0 m                         | 144,6         | 3             | 281,3  | Bronze |
| Stephan Leyhe                                                   | Normalschanze            | 95,5 m        | 101,6         | 11            | 97,5 m                          | 129,3        | 13           | 95,0 m                          | 115,1         | 25            | 244,4  | 24     |
| Pius Paschke                                                    | Großschanze              | 119,0 m       | 102,9         | 30            | 131,0 m                         | 126,7        | 23           | 134,0 m                         | 132,5         | 14            | 263,9  | 28     |
| Constantin Schmid                                               | Normalschanze            | 86,5 m        | 76,0          | 39            | 102,0 m                         | 134,4        | 6            | 98,0 m                          | 122,9         | 18            | 257,3  | 11     |
| Constantin Schmid                                               | Großschanze              | 127,0 m       | 114,9         | 19            | 134,0 m                         | 131,4        | 11           | 134,0 m                         | 132,5         | 14            | 263,9  | 14     |
| Constantin Schmid Stephan Leyhe Markus Eisenbichler Karl Geiger | Großschanze Mannschaft   | —             | —             | —             | 126,5 m 127,5 m 136,0 m 121,0 m | 446,5        | 4            | 122,0 m 129,0 m 139,5 m 128,0 m | 476,4         | 2             | 922,9  | Bronze |
| Mixed                                                           |                          |               |               |               |                                 |              |              |                                 |               |               |        |        |
| Selina Freitag Constantin Schmid Katharina Althaus Karl Geiger  | Normalschanze Mannschaft | —             | —             | —             | 88,0 m 101,0 m DSQ 101,5 m      | 350,9        | 9            | ausgeschieden                   | ausgeschieden | ausgeschieden | 350,9  | 9      |

### Snowboard
| Athleten           | Wettbewerbe | Qualifikation | Qualifikation | Finale        | Finale        | Rang |
| Athleten           | Wettbewerbe | Punkte        | Rang          | Punkte        | Rang          | Rang |
| ------------------ | ----------- | ------------- | ------------- | ------------- | ------------- | ---- |
| Frauen             |             |               |               |               |               |      |
| Leilani Ettel      | Halfpipe    | 68,75         | 11            | 57,50         | 11            | 11   |
| Annika Morgan      | Big Air     | 132,25        | 8             | 88,00         | 10            | 10   |
| Annika Morgan      | Slopestyle  | 67,63         | 10            | 64,13         | 8             | 8    |
| Männer             |             |               |               |               |               |      |
| André Höflich      | Halfpipe    | 75,00         | 10            | 76,00         | 8             | 8    |
| Noah Vicktor       | Big Air     | 90,25         | 24            | ausgeschieden | ausgeschieden | 24   |
| Noah Vicktor       | Slopestyle  | 62,56         | 16            | ausgeschieden | ausgeschieden | 16   |
| Leon Vockensperger | Big Air     | 90,0          | 25            | ausgeschieden | ausgeschieden | 25   |
| Leon Vockensperger | Slopestyle  | 26,41         | 29            | ausgeschieden | ausgeschieden | 29   |

| Athleten                   | Wettbewerbe           | Qualifikation | Qualifikation | Achtelfinale  | Achtelfinale  | Viertelfinale | Viertelfinale | Halbfinale    | Halbfinale    | Finale/Platz 3 | Finale/Platz 3 | Rang |
| Athleten                   | Wettbewerbe           | Zeit          | Rang          | Gegner        | Zeit          | Gegner        | Zeit          | Gegner        | Zeit          | Gegner         | Zeit           | Rang |
| -------------------------- | --------------------- | ------------- | ------------- | ------------- | ------------- | ------------- | ------------- | ------------- | ------------- | -------------- | -------------- | ---- |
| Frauen                     |                       |               |               |               |               |               |               |               |               |                |                |      |
| Melanie Hochreiter         | Parallel-Riesenslalom | 1:42,74 min   | 27            | ausgeschieden | ausgeschieden | ausgeschieden | ausgeschieden | ausgeschieden | ausgeschieden | ausgeschieden  | ausgeschieden  | 27   |
| Ramona Theresia Hofmeister | Parallel-Riesenslalom | 1:26,20 min   | 2             | Takeuchi      | DSQ           | Ulbing        | +0,14 s       | ausgeschieden | ausgeschieden | ausgeschieden  | ausgeschieden  | 5    |
| Carolin Langenhorst        | Parallel-Riesenslalom | 1:27,60 min   | 6             | Zogg          | –0,08 s       | Kotnik        | +0,15 s       | ausgeschieden | ausgeschieden | ausgeschieden  | ausgeschieden  | 7    |
| Männer                     |                       |               |               |               |               |               |               |               |               |                |                |      |
| Yannik Angenend            | Parallel-Riesenslalom | 1:22,28 min   | 13            | Mastnak       | +0,27 s       | ausgeschieden | ausgeschieden | ausgeschieden | ausgeschieden | ausgeschieden  | ausgeschieden  | 13   |
| Stefan Baumeister          | Parallel-Riesenslalom | 1:22,64 min   | 18            | ausgeschieden | ausgeschieden | ausgeschieden | ausgeschieden | ausgeschieden | ausgeschieden | ausgeschieden  | ausgeschieden  | 18   |
| Elias Huber                | Parallel-Riesenslalom | 1:27,80 min   | 30            | ausgeschieden | ausgeschieden | ausgeschieden | ausgeschieden | ausgeschieden | ausgeschieden | ausgeschieden  | ausgeschieden  | 30   |

| Athleten                 | Wettbewerbe    | Qualifikation | Qualifikation | Achtelfinale | Viertelfinale | Halbfinale    | Finale A/B    | Rang |
| Athleten                 | Wettbewerbe    | Zeit          | Rang          | Rang         | Rang          | Rang          | Rang          | Rang |
| ------------------------ | -------------- | ------------- | ------------- | ------------ | ------------- | ------------- | ------------- | ---- |
| Frauen                   |                |               |               |              |               |               |               |      |
| Jana Fischer             | Snowboardcross | 1:24,88 min   | 20            | 4            | ausgeschieden | ausgeschieden | ausgeschieden | 27   |
| Männer                   |                |               |               |              |               |               |               |      |
| Paul Berg                | Snowboardcross | 1:18,31 min   | 12            | 3            | ausgeschieden | ausgeschieden | ausgeschieden | 18   |
| Umito Kirchwehm          | Snowboardcross | 1:18,22 min   | 11            | 2            | 4 (DNF)       | ausgeschieden | ausgeschieden | 14   |
| Martin Nörl              | Snowboardcross | 1:17,38 min   | 5             | 1            | 3 (DNF)       | ausgeschieden | ausgeschieden | 9    |
| Mixed                    |                |               |               |              |               |               |               |      |
| Martin Nörl Jana Fischer | Snowboardcross | —             | —             | —            | 2             | 3             | B-Finale: 1   | 5    |